# Mario Ardissone
Mario Ardissone (9. října 1900, Vercelli, Italské království – 15. září 1975, Vercelli, Itálie) byl italský fotbalový záložník.
Celou svou kariéru strávil v klubu Pro Vercelli. Celkem odehrál 17 sezon a získal dva tituly (1920/21, 1921/22).
Za reprezentaci odehrál dvě utkání. První utkání bylo 20. ledna 1924 proti Rakousku (0:4). Byl v nominaci na OH 1924.

## Hráčská statistika
| Sezóna  | Klub         | Liga         | Liga   | Liga | Ligové poháry | Ligové poháry | Ligové poháry | Kontinentální poháry | Kontinentální poháry | Kontinentální poháry | Celkem | Celkem |
| Sezóna  | Klub         | Soutěž       | Zápasy | Góly | Soutěž        | Zápasy        | Góly          | Soutěž               | Zápasy               | Góly                 | Zápasy | Góly   |
| ------- | ------------ | ------------ | ------ | ---- | ------------- | ------------- | ------------- | -------------------- | -------------------- | -------------------- | ------ | ------ |
| 1919/20 | Pro Vercelli | 1. Kategorie | ?      | ?    | -             | 0             | 0             | -                    | 0                    | 0                    | ?      | ?      |
| 1920/21 | Pro Vercelli | 1. Kategorie | ?      | ?    | -             | 0             | 0             | -                    | 0                    | 0                    | ?      | ?      |
| 1921/22 | Pro Vercelli | 1. Kategorie | 11     | 13   | -             | 0             | 0             | -                    | 0                    | 0                    | 11     | 13     |
| 1922/23 | Pro Vercelli | 1. Divize    | 12     | 8    | -             | 0             | 0             | -                    | 0                    | 0                    | 12     | 8      |
| 1923/24 | Pro Vercelli | 1. Divize    | 16     | 9    | -             | 0             | 0             | -                    | 0                    | 0                    | 16     | 9      |
| 1924/25 | Pro Vercelli | 1. Divize    | 18     | 15   | -             | 0             | 0             | -                    | 0                    | 0                    | 18     | 15     |
| 1925/26 | Pro Vercelli | 1. Divize    | 18     | 3    | -             | 0             | 0             | -                    | 0                    | 0                    | 18     | 3      |
| 1926/27 | Pro Vercelli | 1. Divize    | 15     | 1    | -             | 0             | 0             | -                    | 0                    | 0                    | 15     | 1      |
| 1927/28 | Pro Vercelli | 1. Divize    | 18     | 0    | -             | 0             | 0             | -                    | 0                    | 0                    | 18     | 0      |
| 1928/29 | Pro Vercelli | 1. Divize    | 30     | 2    | -             | 0             | 0             | -                    | 0                    | 0                    | 30     | 2      |
| 1929/30 | Pro Vercelli | Serie A      | 32     | 1    | -             | 0             | 0             | -                    | 0                    | 0                    | 32     | 1      |
| 1930/31 | Pro Vercelli | Serie A      | 32     | 1    | -             | 0             | 0             | -                    | 0                    | 0                    | 32     | 1      |
| 1931/32 | Pro Vercelli | Serie A      | 34     | 2    | -             | 0             | 0             | -                    | 0                    | 0                    | 34     | 2      |
| 1932/33 | Pro Vercelli | Serie A      | 28     | 0    | -             | 0             | 0             | -                    | 0                    | 0                    | 28     | 0      |
| 1933/34 | Pro Vercelli | Serie A      | 30     | 2    | -             | 0             | 0             | -                    | 0                    | 0                    | 30     | 2      |
| 1934/35 | Pro Vercelli | Serie A      | 4      | 0    | -             | 0             | 0             | -                    | 0                    | 0                    | 4      | 0      |
| Celkově | Celkově      | Celkově      | 298+   | 57+  | -             | 0             | 0             | -                    | 0                    | 0                    | 298+   | 57+    |

## Hráčské úspěchy

### Klubové
- 2× vítěz italské ligy (1920/21, 1921/22)

### Reprezentační
- 1x na OH (1924)